# 十手人
『十手人』（じってにん）は、日本の小説家・押川國秋の同名小説を原作として、テレビ朝日系列にて2001年4月19日から同年6月28日まで木曜19時～19時54分に放送された時代劇。全10回。

## キャスト
- 高嶋政伸 - 源七
- 渡瀬恒彦 - 佐々木同心
- 酒井美紀 - お菊
- 柳沢慎吾 - 孫八
- 加賀まりこ - お琴（友情出演）
- 松澤一之 - 喜助
- 勝部演之 - 森脇作次郎
- 斉藤暁 - 藤兵衛
- 中上ちか
- 石橋蓮司
- 谷本知美 - お弓
- 片桐竜次 - 徳蔵
- 宮田圭子
- 多賀勝一 - 半兵衛
- 尾崎右宗 - 堀田倫太郎
- 真那胡敬二 - 太吉
- 平泉成 - 関根半九郎
- 伊藤敏八 - 与平
- 東風平千香 - 初音
- 峰蘭太郎 - 辰五郎
- 白井滋郎 - 安松
- 小阪風真
- 福本清三 - 通行人

## ゲスト
- 森下涼子（#5）
- 塚本加成子（#5）
- 前川恵美子（#5）
- 小橋めぐみ（#7）
- 石田太郎 - 仁兵衛（#7）

## 主題歌
- 「be-ALIVE」山根康広

## スタッフ
- 原作：押川國秋
- プロデューサー：加藤貢、上阪久和（東映）、佐藤涼一（テレビ朝日）
- 脚本：坂田義和、志村正浩、ちゃき克彰
- 監督：梶間俊一、吉田啓一郎、長尾鉦司
- 音楽：泰英二郎
- プロデューサー補：大川武宏
- 制作：テレビ朝日、東映

## 放送リスト（サブタイトルリスト）
1. 入れ墨者の俺が十手持ちに!?（2001/4/19）
2. 獄中の命を救え!!梅の鉢木の謎…（2001/4/26）
3. 親子殺し!!雨が残した足跡の謎…（2001/5/3）
4. 闇に光る眼!狙われた九番目の女（2001/5/10）
5. 人情長屋の殺人!井戸の中の女（2001/5/17）
6. 母の心中!生き残った女の秘密（2001/5/24）
7. 炎の記憶!幻の娘が生きていた!!（2001/6/7）
8. 囮になった妻!復讐の十手狩り（2001/6/14）
9. 雨の中の殺人!消えた女を捜せ!!（2001/6/21）
10. 涙の再会!母を無実のままで死なせない!!（2001/6/28）